# Prinseneilandsgracht

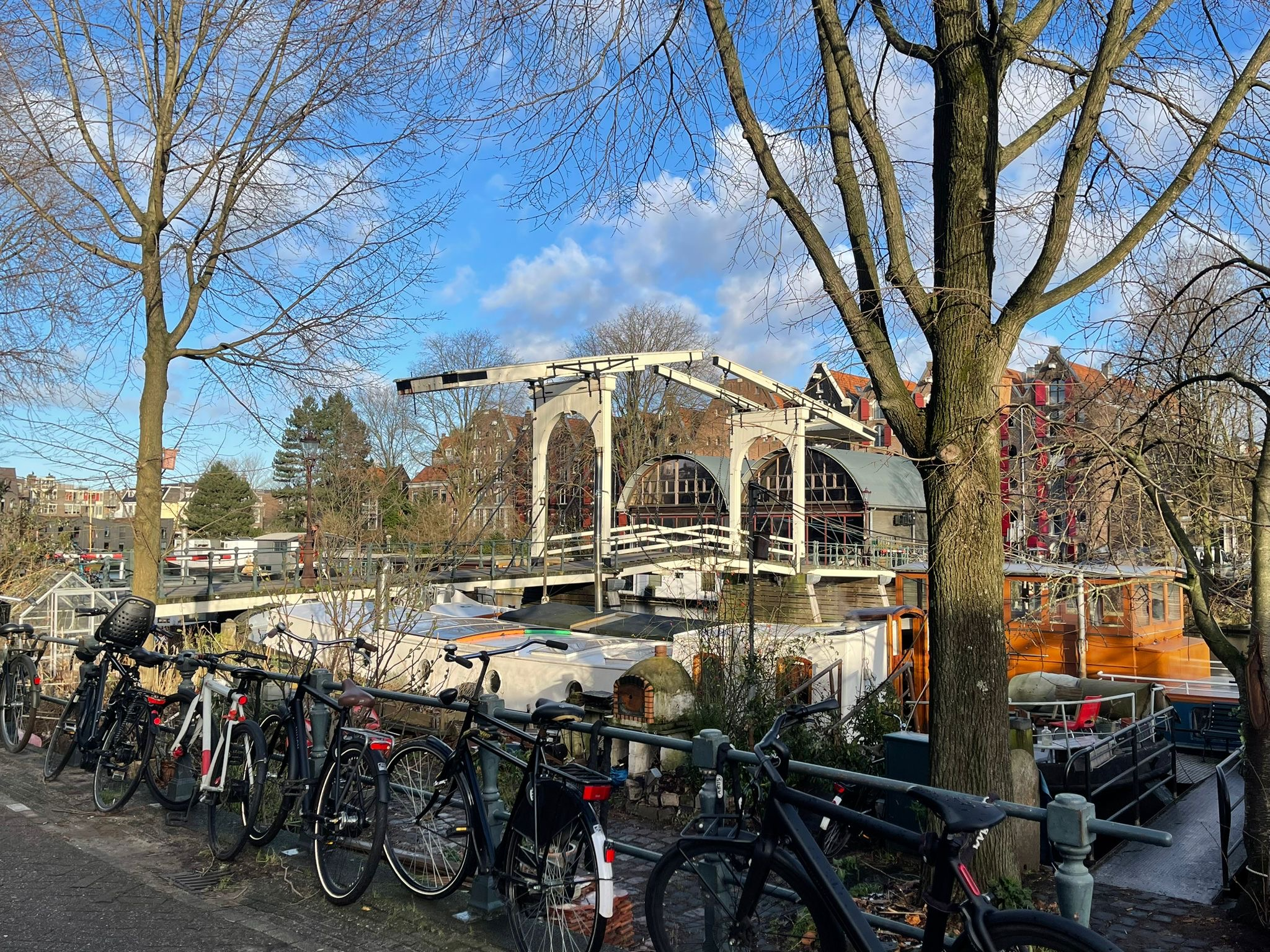
De Sloterdijkerbrug die over de Prinseneilandsgracht loopt (2024)

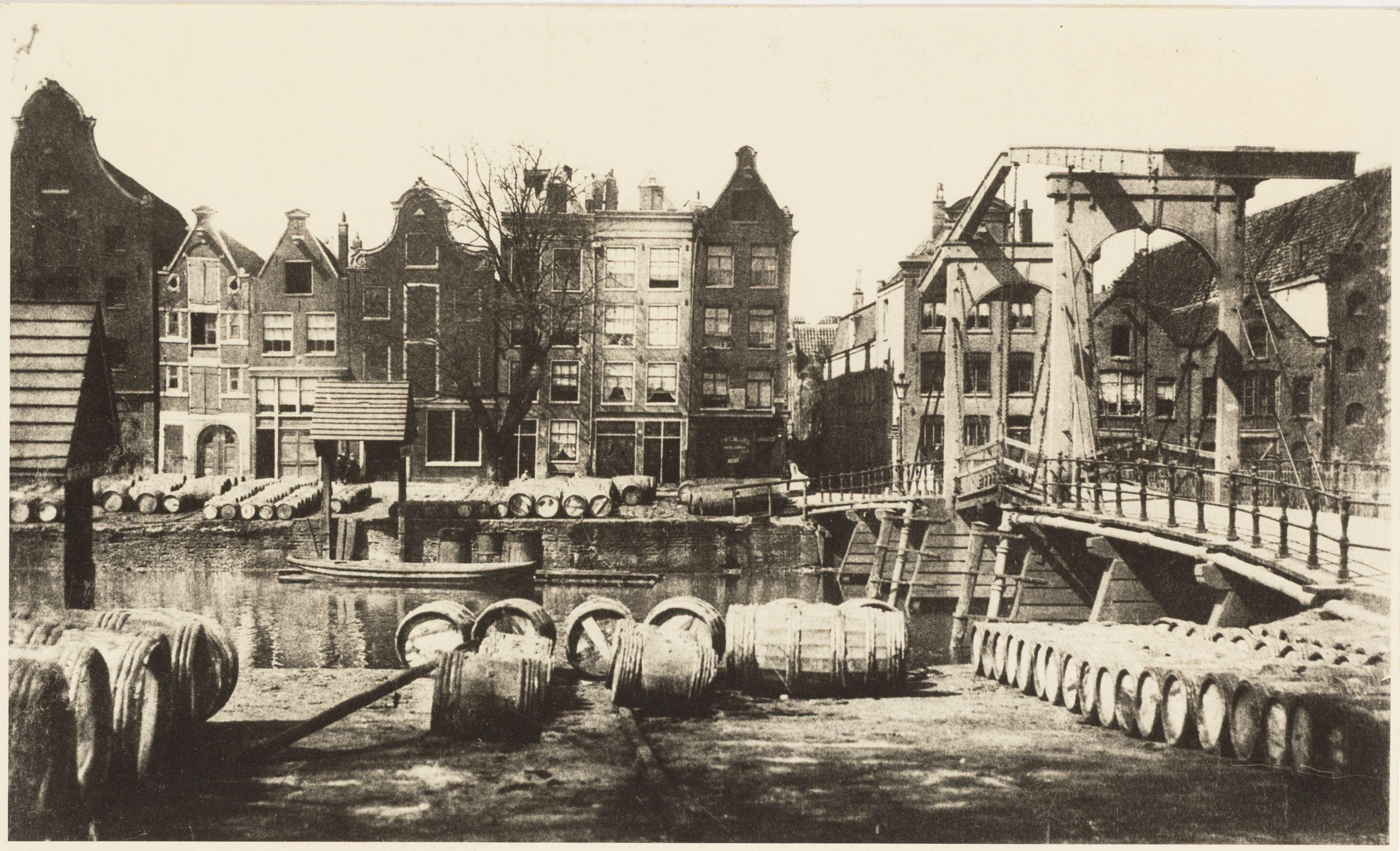
Prinseneilandsgracht en de Sloterdijkerbrug

De Prinseneilandsgracht is een gracht in het Centrum district van Amsterdam, die loopt tussen Prinseneiland in het oosten, een kunstmatig eiland, en het vasteland in het westen. Tot na de Tweede Wereldoorlog werd de gracht voornamelijk omringd door pakhuizen en fabrieken.

## Locatie
De Prinseneilandsgracht vormt de westelijke begrenzing van Prinseneiland, een van de drie kunstmatige eilanden die samen de Westelijke Eilanden vormen. Het verbindt de Eilandsgracht in het zuiden met de Realengracht en Smallepadsgracht in het noorden. Een brug, de Sloterdijkerbrug (brug nr. 321), overspant de gracht en verbindt de Galgenstraat op het eiland met Nieuwe Teertuinen op het vasteland, waar het verder gaat als Sloterdijkstraat.

## Geschiedenis
Tijdens de derde stadsuitbreiding tussen 1610 en 1615 werd de havencapaciteit vergroot door de aanleg van de Nieuwe Waal ten westen van de stad. Omdat de Nieuwe Waal alleen diep genoeg was voor schepen op aanzienlijke afstand van de zeedijk bij de Haarlemmerdijk, werd het ondiepere gebied dichter bij de kust gebruikt voor de creatie van drie kunstmatige eilanden, waaronder Prinseneiland. De bouw van Prinseneiland begon in 1623. Een brug, de Sloterdijkerbrug, werd gebouwd over de Prinseneilandsgracht om toegang te verschaffen tot Nieuwe Teertuinen. In 1643 verplaatsten teerfabrieken zich van Oude Teertuinen naar beide zijden van de Prinseneilandsgracht. Tot na de Tweede Wereldoorlog was Prinseneiland relatief dunbevolkt, met meer dan honderd pakhuizen die een belangrijk deel van het gracht gebied in Amsterdam vormden.